# Phyllodactylidae
Phyllodactylidae (лат.) — семейство чешуйчатых из надсемейства Gekkonoidea подотряда гекконообразных, состоящее примерно из 113 видов, обитающее в Новом Свете, в Северной Африке, Европе и на Ближнем Востоке. Phyllodactylidae были описаны на основе молекулярного филогенетического анализа в 2008 году, потому что все представители семейства обладают уникальной делецией в гене phosducin (PDC). Ящерицы рода Bogertia были включены в род Phyllopezus в 2012 году.

## Классификация
Семейство включает следующие роды:
- Asaccus
- Gymnodactylus — Голопалые гекконы
- Haemodracon
- Homonota — Южноамериканские гекконы[6]
- Phyllodactylus — Листопалые гекконы
- Phyllopezus — Филлопезусы[7]
- Ptyodactylus — Вееропалые гекконы
- Tarentola — Широкопалые гекконы
- Thecadactylus — Репохвостые гекконы, или текадактилюсы